# Белоусов Олександр (футболіст)
Белоусов Олександр (рум. Alexandr Belousov, нар. 14 травня 1998, Тирасполь) — молдовський футболіст, захисник, півзахисник клубу «Шериф» і національної збірної Молдови.
Триразовий чемпіон Молдови. Володар Кубка Молдови.

## Клубна кар'єра
Народився 14 травня 1998 року в місті Тирасполь. Вихованець футбольної школи клубу «Шериф». Дорослу футбольну кар'єру розпочав 2018 року в основній команді того ж клубу, в якій провів один сезон, взявши участь у 32 матчах чемпіонату. Більшість часу, проведеного у складі тираспольського «Шерифа», був основним гравцем команди.
Протягом 2020 року захищав кольори клубу «Динамо-Авто».
До складу клубу «Шериф» повернуся 2021 року. Станом на 29 серпня 2021 року відіграв за тираспольський клуб 13 матчів в національному чемпіонаті.

## Виступи за збірні
У 2014 році дебютував у складі юнацької збірної Молдови (U-17), загалом на юнацькому рівні взяв участь у 9 іграх.
З 2019 року залучався до складу молодіжної збірної Молдови. На молодіжному рівні зіграв у 6 офіційних матчах, забив 2 голи.
У 2020 році дебютував в офіційних матчах у складі національної збірної Молдови.
| Дата       | Місто    | Господарі | Результат | Гості       | Турнір                               | Голи | Примітки |
| ---------- | -------- | --------- | --------- | ----------- | ------------------------------------ | ---- | -------- |
| 18-11-2020 | Приштина | Косово    | 1 – 0     | Молдова     | Ліга націй УЄФА 2020-2021 - 1-й етап | -    | 86'      |
| 6-6-2021   | Кишинів  | Молдова   | 1 – 0     | Азербайджан | товариський матч                     | -    |          |
| Усього     |          | Матчів    | 2         |             | Голів                                | 0    |          |

## Титули і досягнення
- Чемпіон Молдови (3):

«Шериф»: 2018, 2019, 2020-2021
- Володар Кубка Молдови (1):

«Шериф»: 2018-2019